# Penicillium resticulosum
Penicillium resticulosum är en svampart som beskrevs av Birkinshaw, Raistrick & G. Sm. 1942. Penicillium resticulosum ingår i släktet Penicillium och familjen Trichocomaceae.   Inga underarter finns listade i Catalogue of Life.